# Euploea inouei
Euploea inouei är en fjärilsart som beskrevs av Morishita 1970. Euploea inouei ingår i släktet Euploea och familjen praktfjärilar. Inga underarter finns listade i Catalogue of Life.